# Park Hyatt (Париж)
Park Hyatt Paris Vendôme — парижский пятизвёздочный отель, расположенный во II округе, по адресу рю-де-ла-Пе, 5. Открылся в 2002 году, находится под управлением американской гостиничной сети Hyatt (люксовый суб-бренд Park Hyatt), имеет статус «дворца» (palace).

## География
Park Hyatt Paris Vendôme расположен на улице рю-де-ла-Пе, которая соединяет Вандомскую площадь и площадь Оперы. В шаговой доступности от отеля расположены Опера Гарнье, бульвар Капуцинок, церковь Мадлен, площадь Согласия, сад Тюильри и Пале-Рояль.

## История

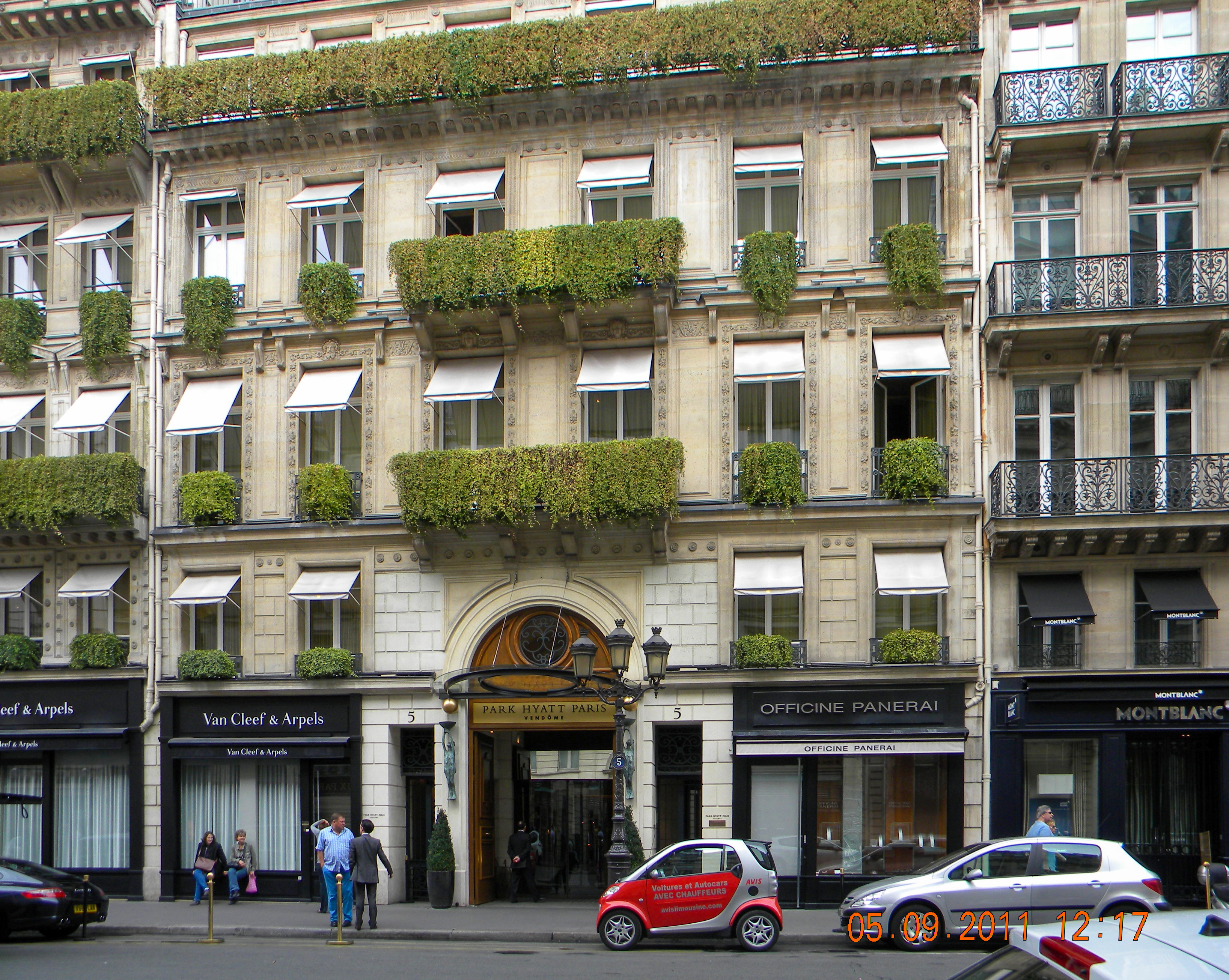
Фасад Park Hyatt

Нынешний отель Park Hyatt занимает два соседних здания №3 и №5 по рю-де-ла-Пе. Они были построены в 1854 году архитекторами Менаром и Руйером. В 1891 году здесь был основан дом высокой моды Paquin, которым руководили Исидор-Рене-Жакоб Пакен и его жена Жанна Пакен (после смерти мужа в 1907 году Жанна самостоятельно управляла фирмой до 1920-х годов).
В 1956 году дом моды Paquin закрылся из-за финансовых проблем, после чего в здании базировалась финансовая компания Comptoir des Entrepreneurs. В 1996 году оператор недвижимости Bouygues Immobilier по заказу гостиничной сети Hyatt и под руководством архитектора Эда Таттла начал реставрацию здания под роскошный отель, который открылся в 2002 году. В марте 2006 году Global Hyatt Corporation выкупила здание отеля на 178 номеров у французских компаний Bouygues Immobilier и Crédit Foncier de France.
В 2009 году Park Hyatt Paris Vendôme получил статус пятизвёздочного отеля, а ресторан Le Pur' шеф-повара Жана-Франсуа Рукетта был удостоен звезды гида «Мишлен». В 2011 году Park Hyatt Vendôme стал одним из четырех парижских отелей, получивших статус «дворца» (тремя другими были Le Meurice, Le Bristol и Plaza Athénée); в 2017 году в отеле была проведена масштабная реконструкция, которой вновь руководил американский архитектор Эд Таттл; в 2021 году в отеле открылось кафе Jeanne, названное в честь модельера Жанны Пакен.

## Структура
В шестиэтажном отеле имеются 153 номера, включая частные апартаменты и люксы, ресторан Pur' мишленовского шеф-повара Жана-Франсуа Рукетта, кафе Jeanne, бар, каминный зал, спа-центр Le Spa с фитнес-залом, баней и сауной, три зала для банкетов, встреч и конференций, двор с террасой, парикмахерская Джона Нолле и маникюрный салон Kure Bazaar. На первом этаже здания расположены часовые магазины IWC Schaffhausen и Officine Panerai, имеющие отдельные входы с рю-де-ла-Пе.
В Park Hyatt экспонируются работы современных художников и скульпторов Эда Пашке, Розелин Гране, Ирмгард Сигг и Сэма Джиллиама.

## Происшествия
В июле 2010 года молодая горничная африканского происхождения подверглась сексуальному насилию со стороны клиента отеля из ближайшего окружения принца Катара.
Осенью 2018 года работники, занимавшиеся уборкой и не входившие в штат Park Hyatt, объявили забастовку и блокировали входы в отель, что привело к стычкам с полицией.